# التهاب الغدة الدرقية بالمناعة الذاتية
التهاب الغدة الدرقية بالمناعة الذاتية (بالإنجليزية: Autoimmune thyroiditis)‏ (أو التهاب الغدة الدرقية المناعة الذاتية المزمن)، هو أحد الأمراض المزمنة بحيث يقوم الجسم باعتبار الغدة الدرقية والهرمونات التي تقوم بافرازها (T3 ،T4، وهرمون تحفيز الغدة الدرقية) كمواد خطيرة على الجسم. لذلك يقوم الجسم بصناعة أجسام مضادة تستهدف خلايا الغدة الدرقية وتهاجمها وبالتالي تعمل على تدميرها.

## الأسباب
هذا المرض يظهر على شكل قصور بالغدة الدرقية أو فرط نشاط بالغدة الدرقية وذلك يكون مصاحب أو غير مصاحب لتضخم حجم الغدة الدرقية.
قام المتخصصين بفصل التهاب الغدة بالمناعة الذاتية إلى قسمين:
1- إذا وُجد تضخم بحجم الغدة الدرقية يطلق عليه التهاب الغدة الدرقية هاشيموتو.
2- إذا وُجد ضمور بالغدة الدرقية ولايوجد تضخم بالحجم فيطلق عليه التهاب الغدة الدرقية الضموري.
من الممكن أن يطلق عليها  الدُّرَاق الجُحُوظِيّ أو داء بازدوف. إذا ظهرت أعراض التهاب الغدة الدرقية بعد الولادة يطلق عليها التهاب الغدة الدرقية مابعد الولادة.
الأعراض تختلف بحسب وظيفة الغدة الدرقية، على سبيل المثال من الممكن أن تكون فرط نشاط بالغدة الدرقية أو قصور بالغدة الدرقية. بحالة فرط نشاط الغدة الدرقية الأعراض المريض يكون معرض للتعرق، تسارع بنبضات القلب، القلق،رعشة، شعور بالإرهاق والإعياء، أرق وصعوبة بالنوم، خسارة وزن بشكل مفاجئ، جحوظ بالعينين، على العكس من ذلك بحالة قصور الغدة الدرقية المريض يتعرض لزيادة بالوزن، الإحساس بالإعياء والإرهاق، جفاف بالبشرة، تساقط الشعر، حساسية مفرطة للبرد، إمساك وعدم القدرة على التبرز. آثار هذا المرض دائمة ولكن ببعض الأحيان قد تكون وقتية وزائلة. الأعراض من الممكن أن تظهر وتختفي بناءً على التزام المريض بأخذ الدواء وأيضاً يعتمد إذا ماكان العلاج أخذ مفعوله بالجسم أم لا.
التهاب الغدة الدرقية المناعة الذاتية يعتبر مرض وراثي. المرض يتم تناقله بشكل وراثي بصفة سائدة، بناء على تقارير وملاحظات بأن 50%  من مرضى التهاب الغدة الدرقية المناعة الذاتية وأقاربهم ذوي الدرجة الأولى -أخوة وأخوات- لديهم أجسام مضادة للغدة الدرقية بمصل الدم الخاص فيهم. بعض الدراسات قامت بنسبتها للكروموسوم 21 بسبب ارتباط المرض الوثيق بمتلازمة داون ومرض ألزهايمر الوراثي، لكن هذا الاعتقاد يوجد عليه اختلاف بحيث وجد أن مرضى متلازمة تيرنر لديهم احتمالية الإصابة بالتهاب الغدة الدرقية المناعي الذاتي بنسبة 50% 

### فرط استهلاك اليود
التهاب الغدة المناعي الذاتي يوجد لديه ارتباط بالمجتمعات التي تستهلك اليود بشكل كبير بنظامهم الغذائي مثل الولايات المتحدة الأمريكية واليابان. وجد أيضاً أن معدل الارتشاح والتسلل للغدد اللمفاوية يزداد بالمناطق التي كانت تستهلك اليود بشكل قليل وبعد ذلك إزداد إستهلاكهم لليود بسبب وجود مكملات اليود الغذائية «لوحظ ازدياد نتائج اختبارات أمصال الدم بالموجب بمثل هذه المناطق بنسبة أكثر من 40% خلال 0.5 إلى 5 سنوات» 

### العمر
تم إيجاد علاقة وهي «أن ازدياد العمر يزيد من الحصول على  النتائج الموجبة للأجسام المضادة للغدة الدرقية بمعدل 33% بالنساء بعمر 70 سنة أو أكبر»  متوسط العمر لدى النساء أعلى من متوسط العمر عند الرجال بسنة واحدة (58 و59 سنة على التوالي).
التهاب الغدة الدرقية المناعي الذاتي من الممكن أن يصيب الأطفال. ولكنه من النادر جداً أن يصيب الأطفال الأصغر من 5 سنوات ولكن حدوثه ممكن. أيضاً 40% من حالات تضخم الغدة الدرقية تكون مرتبطة بهذا المرض بالبالغين.
الأشخاص الذين يعانون من قصر بنشاط الغدة الدرقية فوق سن 40 لديهم احتمالية عالية للإصابة بالتهاب الغدة الدرقية المناعي الذاتي.

## الآلية
الأجسام المضادة للغدة الدرقية تظهر غالباً عند وجود الخلايا الليمفاوية بالعضو المستهدف الخلايا الليمفاوية تقوم بإنتاج أجسام مضادة تستهدف ثلاثة بروتينات مختلفة للغدة الدرقية:
1- أجسام مضادة لبيروكسيدايز الغدة الدرقية.
2- أجسام مضادة للثايروجلوبيولين.
3- أجسام مضادة للهرمون المنشط للغدة الدرقية 
بعض المرضى الخاليين من الأعراض من الممكن أن يكونوا حاملين لأجسام مضادة لأكثر من نوع واحد. لذلك الأطباء ينصحون بعمل فحص روتيني لصحة المريض. بالرغم من الاحتمالية العالية بعدم اصابتهم بأية مشاكل بالغدة الدرقية، ولكن لاتزال هناك فرصة لحدوث نوع من الاختلال الوظيفي للغدة الدرقية مع الوقت

## التشخيص
يوجد العديد من الفحوصات التي يمكن اختيارها بناءً على الأعراض. عند ظهور أعراض لقصور في نشاط الغدة الدرقية، أو إذا كان المريض قد بدأ بعلاج قد يؤدي للإصابة بقصور نشاط الغدة الدرقية،  مثل الليثيوم وإنترفيرون ألفا. هذا الجسم المضاد مرتبط بالتهاب الغدة الدرقية هاشيموتو و الدّراق الجحوظي. إذا كان المريض مصاب بأعراض فرط بنشاط الغدة الدرقية، يقوم الطبيب بفحص للكشف عن الأجسام المضادة للهرمون المحفز للغدة الدرقية، ويقوم الطبيب بضبط ومراقبة أعراض العلاج المضاد للغدة الدرقية، المرتبط أيضاً بالدراق الجحوظي.
الأطباء يقومون بالكشف عن الأجسام المضادة للثايروجلوبيولين لمعرفة ماإذا كان الجسم المضاد يلعب دور. هذا الفحص أيضا يطلب لمرضى سرطان الغدة الدرقية على فترات دورية. وكما هي الحال مع الأجسام المضادة لبيروكسيدايز الغدة الدرقية، من الاحتمال أن يكون لها ارتباط بالتهاب الغدة الدرقية هاشيموتو